# سانتوس أورديناران
سانتوس أورديناران (بالإسبانية: Santos Urdinarán) (30 مارس 1900 في مونتيفيديو، الأوروغواي – 14 يوليو 1979 في مونتيفيديو، الأوروغواي) لاعب كرة قدم أوروغواياني كان يجيد اللعب في مركز الجناح الأيمن. كان يطلق عليه لقب فاسكويتو. لعب لصالح نادي ناسيونال مونتيفيديو من 1919 إلى 1933 حيث لعب من 318 مباراة رسمية مسجلا 124 هدف.
لعب أورديناران 20 مباراة دولية مع منتخب الأوروغواي مسجلا هدفين . ساهم في حصول منتخب الأوروغواي على كأس أمريكا الجنوبية 3 مرات في 1923 ، 1924 ، و 1926 كما حقق الميدالية الذهبية مرتين الأولى في 1924 التي أقيمت في العاصمة الفرنسية باريس و1928 التي أقيمت في العاصمة الهولندية أمستردام وبطولة كأس العالم لكرة القدم 1930 التي استضافتها بلاده ولكنه لم يلعب في المباراة النهائية.

## روابط خارجية
- سانتوس أورديناران على موقع الاتحاد الدولي (مؤرشف)  (الإنجليزية)
- سانتوس أورديناران على موقع قاعدة بيانات كرة القدم.إي يو (الإنجليزية)
- سانتوس أورديناران على موقع ناشيونال فوتبول تيمز (الإنجليزية)
- سانتوس أورديناران على موقع عالم كرة القدم.نت (الإنجليزية)
- سانتوس أورديناران على موقع أوليمبيديا (الإنجليزية)